# Acutandra punctatissima
Acutandra punctatissima är en skalbaggsart som först beskrevs av Thomson 1861.  Acutandra punctatissima ingår i släktet Acutandra och familjen långhorningar. Inga underarter finns listade i Catalogue of Life.